# Poldine
Poldine là một thuốc kháng muscarinic.